# Basketbol Süper Ligi 2025-26
La Basketbol Süper Ligi 2025-26 será la edición número 60 de la Basketbol Süper Ligi, la máxima competición de baloncesto de Turquía. La temporada regular comenzará en  de octubre de 2025 y los playoffs acabarán en junio de 2026.

## Equipos temporada 2025-26
El 13 de abril de 2025, el Trabzonspor ascendió a la BSL como campeón de la Türkiye Basketbol 1. Ligi. Vuelven a la primera división, después de una pausa de siete años. El Esenler Erokspor ascendió a la BSL como ganador de los play-offs de la TBL.
Darüşşafaka Lassa y Yalovaspor Basketbol descendieron tras terminar en los dos últimos puestos de la Basketbol Süper Ligi 2024-25.
| Equipo                         | Ciudad             | Pabellón                           | Capacidad |
| ------------------------------ | ------------------ | ---------------------------------- | --------- |
| Anadolu Efes                   | Estambul           | Sinan Erdem Dome                   | 16,000    |
| Bahçeşehir Koleji              | Estambul           | Caferağa Sports Hall               | 1,500     |
| Beşiktaş Sompo Japan           | Estambul           | BJK Akatlar Arena                  | 3,200     |
| Arel Üniversitesi Büyükçekmece | Estambul           | Gazanfer Bilge Spor Salonu         | 3,000     |
| Esenler Erokspor               | Estambul (Esenler) | Ahmet Cömert Sport Hall            | 3,500     |
| Fenerbahçe                     | Estambul           | Ülker Sports Arena                 | 13,800    |
| Yukatel Merkezefendi Basket    | Denizli            | Pamukkale University Arena         | 3,490     |
| Frutti Extra Bursaspor         | Bursa              | Tofaş Nilüfer Sports Hall          | 7,500     |
| Galatasaray Odeabank           | Estambul           | Sinan Erdem Dome                   | 16,000    |
| Manisa BB                      | Manisa             | Muradiye Spor Salonu               | 3,500     |
| Mersin MSK                     | Mersin             | Servet Tazegül Spor Salonu         | 7,500     |
| Petkim Spor                    | İzmir              | Aliağa Belediyesi ENKA Spor Salonu | 3,000     |
| Pınar Karşıyaka                | İzmir              | Karşıyaka Arena                    | 5,000     |
| Tofaş                          | Bursa              | Tofaş Nilüfer Sports Hall          | 7,500     |
| Trabzonspor                    | Trabzon            | Hayri Gür Arena                    | 7,500     |
| Türk Telekom                   | Ankara             | Ankara Arena                       | 10,400    |

## Temporada regular

### Clasificación
| Pos. | Equipo                      | PJ | G | P | PF | PC | DP | Pts | Clasificación o descenso |
| ---- | --------------------------- | -- | - | - | -- | -- | -- | --- | ------------------------ |
| 1    | Anadolu Efes                | 0  | 0 | 0 | 0  | 0  | 0  | 0   | Acceso a playoffs        |
| 2    | Bahçeşehir Koleji           | 0  | 0 | 0 | 0  | 0  | 0  | 0   | Acceso a playoffs        |
| 3    | Beşiktaş Gain               | 0  | 0 | 0 | 0  | 0  | 0  | 0   | Acceso a playoffs        |
| 4    | Bursaspor Yörsan            | 0  | 0 | 0 | 0  | 0  | 0  | 0   | Acceso a playoffs        |
| 5    | Esenler Erokspor            | 0  | 0 | 0 | 0  | 0  | 0  | 0   | Acceso a playoffs        |
| 6    | Fenerbahçe Beko             | 0  | 0 | 0 | 0  | 0  | 0  | 0   | Acceso a playoffs        |
| 7    | Galatasaray MCT Technic     | 0  | 0 | 0 | 0  | 0  | 0  | 0   | Acceso a playoffs        |
| 8    | Karşıyaka Basket            | 0  | 0 | 0 | 0  | 0  | 0  | 0   | Acceso a playoffs        |
| 9    | Manisa Basket               | 0  | 0 | 0 | 0  | 0  | 0  | 0   |                          |
| 10   | Mersin MSK                  | 0  | 0 | 0 | 0  | 0  | 0  | 0   |                          |
| 11   | ONVO Büyükçekmece           | 0  | 0 | 0 | 0  | 0  | 0  | 0   |                          |
| 12   | Petkim Spor                 | 0  | 0 | 0 | 0  | 0  | 0  | 0   |                          |
| 13   | Tofaş                       | 0  | 0 | 0 | 0  | 0  | 0  | 0   |                          |
| 14   | Trabzonspor                 | 0  | 0 | 0 | 0  | 0  | 0  | 0   |                          |
| 15   | Türk Telekom                | 0  | 0 | 0 | 0  | 0  | 0  | 0   | Descenso a TBL           |
| 16   | Yukatel Merkezefendi Basket | 0  | 0 | 0 | 0  | 0  | 0  | 0   | Descenso a TBL           |

 Fuente: Basketbol Süper Ligi